# أنا بحاجة إلى طبيب (أغنية)
«أنا بحاجة إلى طبيب» (بالإنجليزية: I Need a Doctor)‏ هي أغنية لفنان الهيب هوب الأمريكي دكتور دري تضم مغني الراب إيمينيم والمغنية سكايلر جراي. تم إنتاج الأغنية أيضًا بواسطة اليكس دا كيد وتم إصدارها للتنزيل الرقمي من خلال متجر آي تيونز الأمريكي في 1 فبراير 2011.
من الناحية الموسيقية، فإن أغنية «أنا بحاجة إلى طبيب» هي في الغالب أغنية راب، مدعومة بأغنية «سبيسي» كثيفة الطبول، مع مفاتيح بيانو إضافية واردة في المقدمة والكورس. من الناحية الغنائية، تدور الأغنية إلى حد كبير حول الصداقة الوثيقة للدكتور دري وإيمينيم، وكيف احتاجوا كثيرًا وألهموا بعضهم البعض في الماضي.
على الرغم من تسريب الأغنية على الإنترنت قبل عدة أشهر من إطلاقها، إلا أنها حققت نجاحًا تجاريًا كبيرًا في إصدارها الرسمي، لا سيما في الولايات المتحدة، حيث بلغت ذروتها في المرتبة 4 على بيلبورد هوت 100، مما جعلها. ثاني أعلى أغنية ذروتها لدري على الرسم البياني على الإطلاق. كما بلغت ذروتها في المناطق العليا للعديد من المخططات الوطنية الأخرى. اعتبارًا من أكتوبر 2011، باعت أكثر من 2,206,000 نسخة رقمية في الولايات المتحدة وحدها.

## خلفية
تم عرض النسخة الرسمية لأول مرة من خلال الموقع الرسمي للدكتور دري.
قالت سكايلر جراي إنها ودا كيد أتوا إلى الاستوديو مع الخطاف وأعدوا «المسار»؛ [دري وإيمينيم] أحبها. ثم ذهب إيمينيم إلى الغرفة الخلفية، وخرج بعد ساعتين، وقال إنه انتهى من كتابة قصائده. قالت جراي أيضًا إنها كانت تبكي عندما سمعت آيات إيمينيم لأول مرة وأن دا كيد اقترح في البداية عرض ليدي غاغا على الخطاف، لكن إيمينيم أصر على الحصول على غريز غراي، وقالت إنهم لم يحجبوا صوتها عن المسار. في الأغنية، يغني إيمينيم مقطوعتين عن معلمه، يشكر دري على إيمانه به في أيامه الأولى ورد الجميل، قبل أن يسلم دري المقطع الأخير من الأغنية. يدور موضوع الأغنية حول حياة دري، وكيف أثرت عليه، وأن إيمينيم سيكون هناك من أجله لأنه كان دائمًا هناك من أجل إيمينيم.

## أغنية مصورة
تم تصوير فيديو «أنا بحاجة إلى طبيب» مع ألن هيوز، مدير مجتمع الخطر الثاني، من الجحيم و كتاب إيلاي. تم عرض الفيديو لأول مرة في 24 فبراير 2011.
في 17 أغسطس 2012، تم اعتماد الفيديو الموسيقي فيفو بعد تلقيه أكثر من 100,000,000 مشاهدة على يوتيوب.

## جوائز وترشيحات
في 30 نوفمبر 2011، تم ترشيح «أنا بحاجة إلى طبيب» لجوائز جرامي لأفضل تعاون راب / سونغ وأفضل راب سونغ، وكلاهما فاز كاني ويست عن أغنيته المنفردة «أول أوف ذا لايتز» من بلدي الجميل الظلام الملتوية الخيال (2010).

## المخططات والشهادات

### أداء الرسم البياني
ظهر المسار لأول مرة على مخطط الفردي في المملكة المتحدة، في المرتبة 21 في 6 فبراير 2011 - كونه سادس أعلى أغنية فردية للدكتور دري في المملكة المتحدة وتاسع أفضل 40 أغنية فردية له. وقد بلغ ذروته منذ ذلك الحين في المرتبة الثامنة اعتبارًا من 27 مارس 2011. ظهرت لأول مرة في المركز الخامس على بيلبورد هوت 100 بمبيعات بلغت 226000، لتصبح أول أغنية منفردة من بين العشرة الأوائل كفنان رئيسي على الرسم البياني منذ 16 عامًا، منذ أن وصلت أغنية حافظ على رؤوسهم إلى المرتبة العاشرة في عام 1995، كان هذا العدد من المبيعات كافياً لكسب المركز الأول في مخطط هوت أغاني رقمية في 19 فبراير. إنها أيضًا ثاني أعلى قمة له على الرسم البياني على الإطلاق كفنان رئيسي، بعد " Nuthin' but a 'G' Thang "التي بلغت ذروتها في المرتبة الثانية في عام 1993. منذ ذلك الحين بلغ ذروته في المرتبة الرابعة بعد بيع 283000 في أسبوعه الثالث على الرسوم البيانية، ويبدو أن عودة المبيعات بسبب أدائها في حفل توزيع جوائز جرامي 2011.

## تاريخ الإصدار
| بلد                        | تاريخ         | شكل          | ضع الكلمة المناسبة               |
| -------------------------- | ------------- | ------------ | -------------------------------- |
| المملكة المتحدة            | 30 يناير 2011 | تحميل الرقمي | أفترماث للتسلية إنترسكوب ريكوردز |
| الولايات المتحدة الأمريكية | 1 فبراير 2011 | تحميل الرقمي | أفترماث للتسلية إنترسكوب ريكوردز |
| ألمانيا                    | 25 مارس 2011  | قرص مضغوط    | إنترسكوب (يونيفرسال)             |